# اوو جوئی لن
اوو جوئی لن، شهره به کاپیتان انجونجا اوو جوئی لن، گاهی اوقات با املای او چویی لن، (زاده ۱۷ فوریه ۱۸۸۹ - درگذشته در ۱۹ دسامبر ۱۹۶۵) یک نیکوکار چینی اندونزیایی، فعال اجتماعی و بنیانگذار سازمان خیریه آتی سوتجی بود. او از طریق بنیاد خود آتی سوتجی با قاچاق انسان و تن‌فروشی مبارزه کرد و آموزش و تحصیلات را در بین یتیمان به ویژه دختران جوان ترویج کرد.

## اوایل زندگی
اوو جوئی لن در ماجالنگکا، هند شرقی هلند در شعبه بالا جاوا به دنیا آمد. پدرش، اوه سنگ هوه از سال ۱۸۸۶ تا ۱۹۰۴ به عنوان رئیس بوروکراسی مدنی چین در منطقه و با درجه کاپیتان سنا (یک مقام ارشد دولتی در دوره استعماری اندونزی، مالزی، سنگاپور، بورنئو و فیلیپین) خدمت می‌کرد. مادرش، تان تجین کی، از یک طایفه زمین‌دار و بوروکراتیک قدیمی بود.
مانند بسیاری از افراد دارای پیشینه ممتاز خانوادگی، اوو از تحصیلات بهره‌مند شد زیرا پدرش یک معلم خصوصی هلندی را از باتاویا (جاکارتای امروزی)، پایتخت هند شرقی هلند دعوت کرد تا به او و خواهران و برادرانش آموزش دهد. او متعاقباً در یک مدرسه هلندی در بوگور رفت و در خانه یک وزیر هلندی، کشیش ون والسوم، اقامت گزید. او همچنین از آنجایی که پدرش در حمایت از اهداف اجتماعی در ماجالنگکا فعال بود، از همان ابتدا نسبت به فعالیت‌های بشردوستانه علاقمندی فراوان نشان داد.

## ازدواج و کنشگری اجتماعی
اوو جوئی لن پس از ازدواجش در ۲ مارس ۱۹۰۷ با لای جین چون که مردی با منصب عالی‌رتبه دولتی بود به باتاویا نقل مکان کرد.
از طریق ون والسوم بود که اوو با دکتر زیگمن در باتاویا آشنا شد. دکتر زیگمن همراه با دی. ون هیندلوپن لابرتونو و سوتن تومانگو، از اوو دعوت کرد تا در سال ۱۹۱۲ یک سازمان جدید به نام آتی سوتجی را تأسیس و مدیریت کند که هدف آن مبارزه با قاچاق زنان و کودکان چینی برای فحشا و کار پست و ارائه آموزش و تحصیلات به آنها بود. اگرچه او با مقاومت اولیه سازمان‌های مختلف دنیای زیرزمینی و منافع ریشه‌دار مواجه شد، اما با امید فراوان و قاطعانه کار را پیش برد. او از ارتباطات خانواده‌اش با مقامات استعماری هلند و چین استفاده کرد و حمایت فرماندار کل هند شرقی هلند، یوهان پل، کنت لیمبورگ-استیروم و همسرش و هو کیم آن نماینده فرماندار کل در باتاویا را به دست آورد.
آتی سوتجی اولین مرکز خود را برای دختران به نام(خانه برای زنان جوان چینی) در ۱۷ اکتبر ۱۹۱۷ در مکان‌های اجاره‌ای افتتاح کرد و پس از آن در سال ۱۹۲۵ یک مرکز مشابه برای پسران جوان افتتاح شد. در سال ۱۹۲۹، این بنیاد دفتر مرکزی فعلی خود را در کامپونگ بالی، تانا آبانگ، اکنون در جاکارتای مرکزی به تأسیس کرد. در اواخر دهه ۱۹۳۰، آتی سوتجی دو یتیم خانه، پناهگاهی برای روسپی‌های سابق، تسهیلاتی برای زنان جوان خانواده‌های فقیر، یک مدرسه و یک مدرسه خیاطی داشت.
به توصیه سرگرد هو کیم آن، ویلهلمینای هلند دریافت نشان مخصوص اورنج ناسائو به اوو را در سپتامبر ۱۹۳۵ تصویب کرد. این نشان شخصاً توسط نخست‌وزیر هلند، هندریکوس کولیجن، به نمایندگی از ملکه به او اعطا شد.
در فوریه ۱۹۳۷، او به نمایندگی از هند شرقی هلند، در جلسات جامعه ملل در باندونگ، جاوه غربی شرکت کرد. او در سخنرانی خود از آموزش برای زنان و دختران جوان فقیر برای کمک به آنها برای دستیابی به استقلال شخصی و حرفه ای به عنوان محافظی در برابر قاچاق انسان حمایت کرد. او همچنین بازپروری «زنان درمانده» را تشویق کرد.
تصرف هند شرقی هلند توسط ژاپن از سال ۱۹۴۲ تا ۱۹۴۵ در طول جنگ جهانی دوم یک مرحله بحرانی برای آتی سوتجی و خود اوو بود. او به همراه دیگر رهبران دولت استعماری، همسرش، کاپیتین لی تژیان تجون، به اردوگاه کار اجباری فرستاده شدند. خانه خانوادگی آنها که در آن زمان پسران یتیم آتی سوتجی را در خود جای داده بود توسط ژاپنی‌ها مصادره شد. اوو خود اقامتگاه‌های جایگزین برای مددجویانش ترتیب داد و اطمینان حاصل کرد که زنان و دختران جوان بنیاد توسط ژاپنی‌ها به عنوان زنان آسایشگر پذیرفته نشوند. او آتی سوتجی را در پایان جنگ بازسازی کرد و بدین ترتیب بقای سازمان را تا امروز تضمین کرد.
اوو در ۷۶ سالگی در ۱۹ سپتامبر ۱۹۶۵ در جاکارتا، اندونزی درگذشت. جسد او قبل از دفن او در پتامبوران در مقر آتی سوتجی قرار داشت.